# 月白まひる
月白 まひる（つきしろ まひる）は、日本の女性声優。主にアダルトゲームに声をあてている。

## 出演
太字はメインキャラクター。

### PCゲーム
2018年
- アメイジング・グレイス -What color is your attribute?-（ユネ）
- 封緘のグラセスタ（リリカ・ルシティーネ）

2020年
- あまいろショコラータ（御園苺華）
- さくらの雲＊スカアレットの恋（三枝マイ）

2021年
- あまいろショコラータ2（御園苺華）
- 星の乙女と六華の姉妹（山吹ありす）

2022年
- ネコと女子寮せよ（八坂柊）
- ジュエリー・ハーツ・アカデミア（アリアンナ）

2023年
- あまいろショコラータ3(御園 苺華)[1]

2024年
- ラブピカルポッピー!（岡井 たんぽぽ）

2025年
- ジュエリー・ナイツ・アルカディア -The ends of the world-（アリアンナ）

### コンシューマーゲーム
- あまいろショコラータ（御園 苺華）

### ドラマCD
- TECH GIAN2021年7月号「あまいろショコラータ2」録り下ろしドラマCD付録『苺華 朝のご奉仕』（御園苺華）[2]

### オンラインゲーム
- アイオライトリンク(アラルーン)[3]
- ティンクルスターナイツ（姫咲メルエル、リップル、火憑リーナ）

### コンシューマーゲーム
- アメイジング・グレイス -What color is your attribute?-（ユネ）
- あまいろショコラータ（御園 苺華）
- ジュエリー・ハーツ・アカデミア（アリアンナ）